# توبياس بورغ
توبياس بورغ (بالسويدية: Tobias Borg) مواليد 2 نوفمبر 1993 في سودرتاليا، هو لاعب كرة سلة سويدي. بدأ مسيرته الاحترافية في سنة 2009. يلعب مع بلباو باسكت. يحمل الرقم 8. يبلغ طوله 6 قدم 0 بوصة (1.8 م). لعب مع سودرتاليا كينغ في الدوري السويدي لكرة السلة.

## الإنجازات
- الدوري السويدي لكرة السلة : (2012–13، 2013–14)

## إحصائيات المسيرة

### كأس أوروبا
| السنة                         | الفريق      | لعب | بدأ | دقيقة | ميداني% | ثلاثية | حرة  | ارتداد | صنع | استلاب | تصدي | نقطة | أداء |
| ----------------------------- | ----------- | --- | --- | ----- | ------- | ------ | ---- | ------ | --- | ------ | ---- | ---- | ---- |
| كأس أوروبا لكرة السلة 2015–16 | بلباو باسكت | 0   | 0   | 0.0   | .000    | .000   | .000 | .0     | .0  | .0     | .0   | .0   | .0   |

### بطولات الدوري المحلية
| السنة   | الفريق      | لعب | بدأ | دقيقة | ميداني% | ثلاثية | حرة   | ارتداد | صنع | استلاب | تصدي | نقطة | أداء |
| ------- | ----------- | --- | --- | ----- | ------- | ------ | ----- | ------ | --- | ------ | ---- | ---- | ---- |
| 2014–15 | بلباو باسكت | 30  | 2   | 9.0   | .408    | .280   | 1.000 | 0.3    | 0.4 | 0.1    | .0   | 2.3  | 1.1  |
| 2015–16 | بلباو باسكت | 0   | 0   | 0.0   | .000    | .000   | .000  | .0     | .0  | .0     | .0   | .0   | .0   |

## روابط خارجية
- توبياس بورغ على موقع الاتحاد الدولي لكرة السلة (الإنجليزية)
- توبياس بورغ على موقع الدوري الإسباني لكرة السلة (الإسبانية)
- توبياس بورغ على موقع كرة السلة الأوروبية.كوم (الإنجليزية)
- توبياس بورغ على موقع ريلجم (الإنجليزية)
- توبياس بورغ على موقع بروبوليرز (الإنجليزية)
- توبياس بورغ على موقع سبورتس رفرنس (الإنجليزية)